# Centropogon asclepiadeus
Centropogon asclepiadeus là loài thực vật có hoa trong họ Hoa chuông. Loài này được (Willd. ex Schult.) E.Wimm. mô tả khoa học đầu tiên năm 1926.